# Clément Jumeau
Pour les articles homonymes, voir Jumeau (homonymie).
Clément Jumeau (1914-1944) fut, pendant la Seconde Guerre mondiale, un agent du service secret britannique Special Operations Executive.

## Identités
- État civil : Clément Marc Jumeau
- Comme agent du SOE :
  - Nom de guerre (field name) : « Robert »
  - Nom de code opérationnel : REPORTER

Parcours militaire :
- Intelligence Corps.
- SOE, section F ; grade : captain ; matricule : 202272.

## Éléments biographiques
Clément Jumeau naît le 14 septembre 1914 à Anse La Mouche, île de Mahé, aux Seychelles.
Études chez les frères Maristes au collège Saint-Louis-de-Gonzague, Mahé. Puis il se rend en Angleterre. En 1939, il fait partie du corps expéditionnaire britannique. Ramené en Angleterre, il est plus tard recruté par la section F du Special Operations Executive et suit l'entraînement complet d'agent dans les écoles spéciales d'entraînement (Wanborough Manor, Guilford, Aston House, etc.)
Première mission en France
Définition de la mission CORSICAN : quatre instructeurs en sabotage sont amenés en France. Il s’agit de : Jack Hayes, Clément Jumeau, Jean Le Harivel et Daniel Turberville.
Organisé par Max Hymans « Frédéric », Georges Bégué « Georges » et Jean Pierre-Bloch « Gabriel », le parachutage a lieu à Beleymas, près de Villamblard, Dordogne, dans la nuit du 10 au 11 octobre 1941. Le comité de réception au sol est composé de trois personnes : Jean Pierre-Bloch, Édouard Dupuy et Albert Rigoulet dit « Le Frisé ». Les armes sont contenues dans deux conteneurs.
Turberville est arrêté le matin par les gendarmes, et les trois autres, qui réussissent à se rendre à Marseille pour y retrouver Gilbert Turck à la Villa des Bois, y sont arrêtés par la police de la Sûreté du Territoire : Jack Hayes est arrêté le 17 octobre. Fin octobre, une douzaine d’agents du SOE ont été arrêtés. Ils seront emprisonnés successivement à Marseille, Périgueux et Mauzac, d'où il s'évade, le 16 juillet 1942, avec dix camarades (voir l'article évasion de Mauzac).
Deuxième mission en France
Définition de la mission : monter et diriger le réseau REPORTER.
Lors de son arrivée en France, en avril 1943, son avion est abattu. Il saute en parachute, mais est blessé. Il est arrêté.
Le 26 mars 1944, il meurt des suites de mauvais traitements, à l’hôpital d’une prison militaire, au quartier de Buch de Berlin. Il a 29 ans.

## Reconnaissance

### Distinction
- Royaume-Uni : Mentioned in Despatches.
- France : Croix de guerre 1939-1945 avec palme.

### Monuments
- En tant que l'un des 104 agents du SOE section F morts pour la France, Clément Jumeau est honoré au mémorial de Valençay (Indre).
- Brookwood Memorial, Surrey, panneau 21, (colonne [1]?)
- À Beleymas (Dordogne), au lieu-dit Lagudal, une stèle commémore le parachutage de la mission CORSICAN dans la nuit du 10/11 octobre 1941.